# Martin Khor

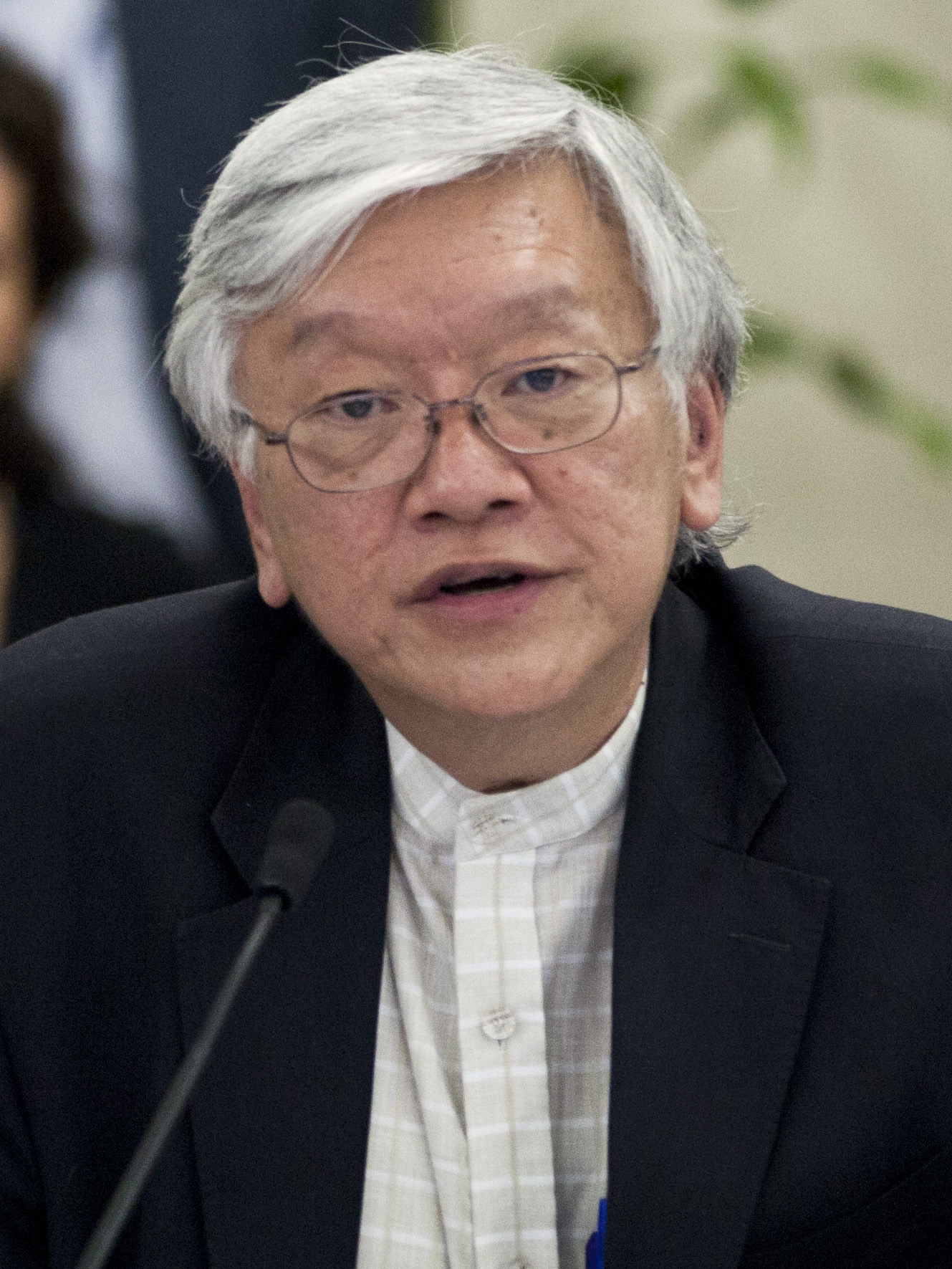
Martin Khor (2013)

Martin Khor (* 9. November 1951 in Penang, Malaysia; † 1. April 2020 ebenda) war ein Journalist und Ökonom.
Khor war ab 2009 Exekutivdirektor des South Centre, welches sich als Zwischenstaatliche Organisation der Länder des globalen Südens für deren Interessen einsetzt.
Zuvor war er Direktor des Third World Network, das als Non-Governmental Organization von Globalisierungskritikern des Südens gegründet wurde, sowie für diverse Regierungen in Entwicklungsländern. Er gehörte zu den führenden Kritikern an der Globalisierung in ihrer heutigen Form.
Khor studierte Ökonomie an der University of Cambridge und der Science University Malaysia.

## Werke
- Konsum. Globalisierung. Umwelt. Das Buch zum zweiten Kongress von Attac, BUND und Greenpeace, VSA Verlag 2005, ISBN 3-89965-136-7
- Globalisierung gerechter Gestalten. Ökonomische Alternativen und politische Optionen. Eine Aufforderung zum Umdenken, Network of World-Wide Projects e.V. 2002, ISBN 3-9808485-1-5